# ウリジン二リン酸
ウリジン二リン酸(ウリジンにリンさん、Uridine diphosphate)、略号 UDPはヌクレオチドの一種である。すなわちウリジンヌクレオシドのピロリン酸エステルである。UDPはピロリン酸基、五炭糖のリボース、核酸塩基のウラシルより構成される。